# 流鉄
流鉄株式会社（りゅうてつ）は、千葉県にある流山線を経営する鉄道会社である。本社所在地は千葉県流山市流山1丁目264番地で、流山線の終点流山駅に隣接している。
鉄道沿線の保有資産を活用した小規模な不動産業を行うほかに関連事業はほとんどなく、ほぼ鉄道専業に近い状態である。鉄道の路線延長は5.7kmと短い。かつては貨物輸送も行っていたが、既に廃止されている。ただし、鉄道事業は2005年に開業した首都圏新都市鉄道つくばエクスプレス (TX) によって大きな打撃を受け赤字が常態化しており、近年は安定した収益が得られる不動産業で鉄道事業の損失を埋め合わせる経営が続いている。

## 概要
2008年（平成20年）8月1日に社名を総武流山電鉄（そうぶながれやまでんてつ）から流鉄に変更し、経営する総武流山線も流山線に改称した。「流鉄」は元々略称であるが、松戸駅前のビル（流鉄松戸ビル）や、かつて行っていたタクシー事業などで使用される程度で、鉄道路線の案内などでは使用されていなかった。
創業以来どこの鉄道会社系列にも属さない独立系の鉄道会社であり、他に有力な副業を持たずに経営している小規模な鉄道事業者である。日本民営鉄道協会にも非加盟である。「町民鉄道」として沿線業者や住民が出資して開業させたことに端を発し、流山市も出資しているものの、その後の紆余曲折を経て旧・平和相互銀行のグループ企業であった総武都市開発が経営を掌握し（旧社名「総武流山電鉄」の「総武」は総武都市開発に由来）、市の出資比率は僅かにすぎないため第三セクター鉄道とはみなされていない。総武都市開発が会社解散（事実上の経営破綻）に至った後も、なお代表取締役は平和相互銀行のオーナーであった小宮山家から送り込まれ、株式の過半数は小宮山家の影響下にある企業が保有している。
PASMO・Suica等の交通系ICカードについては2015年（平成27年）の時点で「対応する予定はない」とし、その後も導入に向けた動きはない。

## 歴史

### 年表
- 1913年（大正2年）11月7日 - 流山名産の醤油や味醂輸送を目的として、流山町民116名の出資により流山軽便鉄道として設立[8]。初代社長は都築六郎。
- 1916年（大正5年）3月14日 - 馬橋 - 流山間で営業を開始[8]。
- 1922年（大正11年）11月15日 - 流山鉄道に社名変更[8]。
- 1927年（昭和2年）5月 - 中大路氏道が社長に就任[9]。
- 1936年（昭和11年）1月 - 村田三郎が社長に就任[10]。
- 1951年（昭和26年）11月28日 - 流山電気鉄道に社名変更[8]。
- 1962年（昭和37年）11月 - タクシー事業を開始。
- 1967年（昭和42年）6月20日 - 流山電鉄に社名変更[8]。
- 1968年（昭和43年）7月 - タクシーの整備工場を使用して自動車整備業を開始（後に廃業）。
- 1971年（昭和46年）1月20日 - 総武流山電鉄に社名変更[11]。
- 1974年（昭和49年）10月 - 不動産業を開始。
- 1977年（昭和52年） - 国鉄常磐線の松戸駅前に流鉄松戸ビルを竣工[11]。
- 2004年（平成16年）9月20日 - タクシー事業（流鉄タクシー）を廃止。タクシーの従業員は新登交通へ移る。
- 2008年（平成20年）8月1日 - 流鉄に社名変更、同時に路線名を流山線に変更[5]。
- 2013年（平成25年）3月21日 - 公式ウェブサイトを開設[12]。

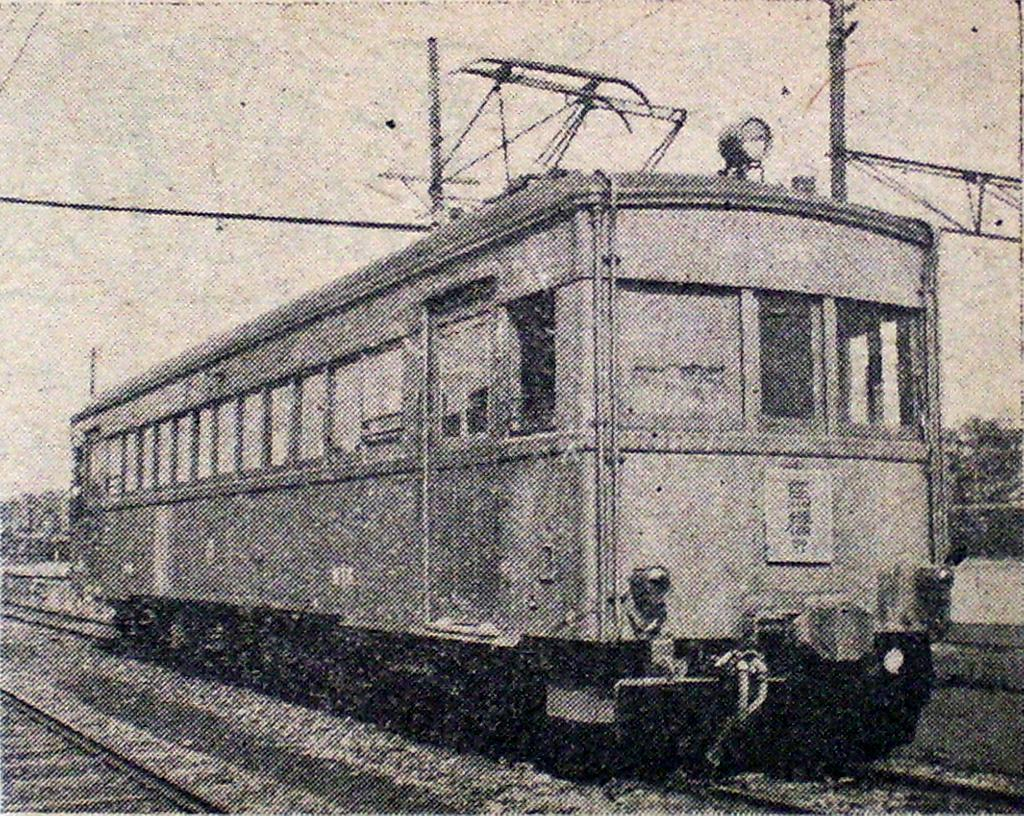
電化時に導入されたモハ102電車
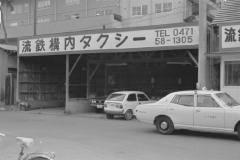
流山駅本屋隣接の流鉄タクシー車庫（1979年〈昭和54年〉4月15日）

## 路線
詳細は以下の項目を参照。
- 流山線 : 馬橋駅 - 流山駅間 5.7km

## 車両

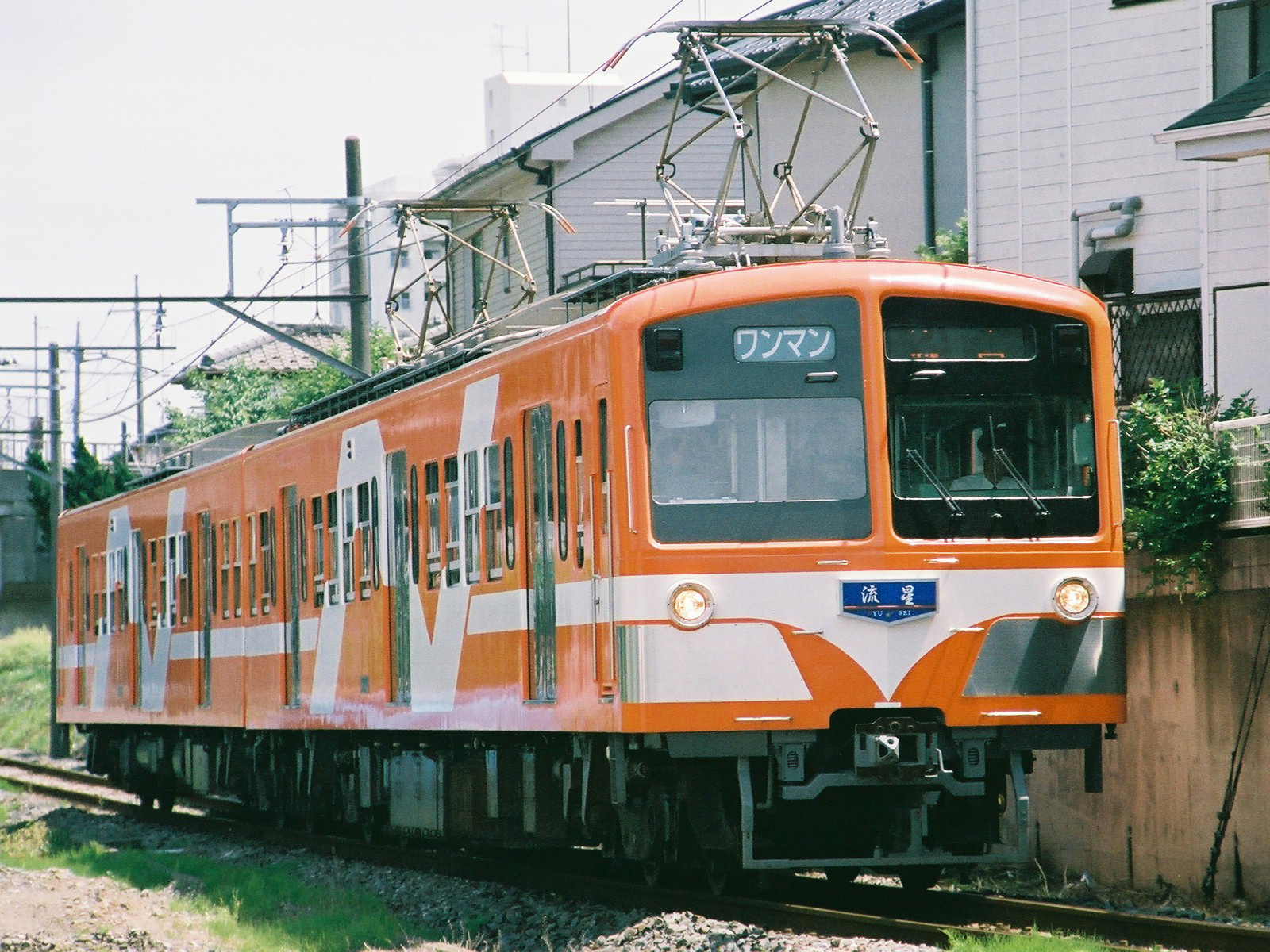
流山線の5000形「流星」（鰭ヶ崎 - 平和台間、2011年〈平成23年〉5月15日）